# Lycodon capucinus
Lycodon capucinus е вид змия от семейство Смокообразни (Colubridae). Видът не е застрашен от изчезване.

## Разпространение и местообитание
Разпространен е в Бруней, Виетнам, Индия (Андамански и Никобарски острови), Индонезия, Камбоджа, Китай, Лаос, Малайзия, Сингапур и Тайланд.
Обитава градски и гористи местности и плантации в райони с тропически климат.

## Описание
Популацията на вида е стабилна.